# Новокалмашево
Новокалмашево (баш. Яңы Ҡалмаш) — село в Чекмагушевском районе Республики Башкортостан Российской Федерации. Входит в состав Башировского сельсовета.

## География

### Географическое положение
Расстояние до:
- районного центра (Чекмагуш): 25 км,
- центра сельсовета (Старобаширово): 4 км,
- ближайшей ж/д станции (Уфа): 85 км.

## История
Основано башкирами деревни Калмаш (Старокалмашево) Дуванейской волости Казанской дороги на собственных вотчинных землях. Село известно с 1709 года. До 1795 года по договору о припуске поселились ясачные татары, позднее перешедшие в сословие тептярей. В 1800 году по аналогичному договору здесь также поселились служилые татары, позднее они перешли в сословие государственных крестьян.

## Население
| 2002 | 2009 | 2010 |
| ---- | ---- | ---- |
| 168  | ↘158 | ↘143 |

Национальный состав
Согласно переписи 2002 года, преобладающие национальности — татары (56 %), башкиры (42 %).

## Люди, связанные с селом
- Галиев Мансаф Нуриевич, 22.12.1925 г.р. - генерал-майор Вооруженных сил СССР, участник ВОВ
- Муратов, Зиннат Ибятович — первый секретарь Татарского обкома КПСС (декабрь 1944 — октябрь 1957).